# حرمسرا (جانورشناسی)

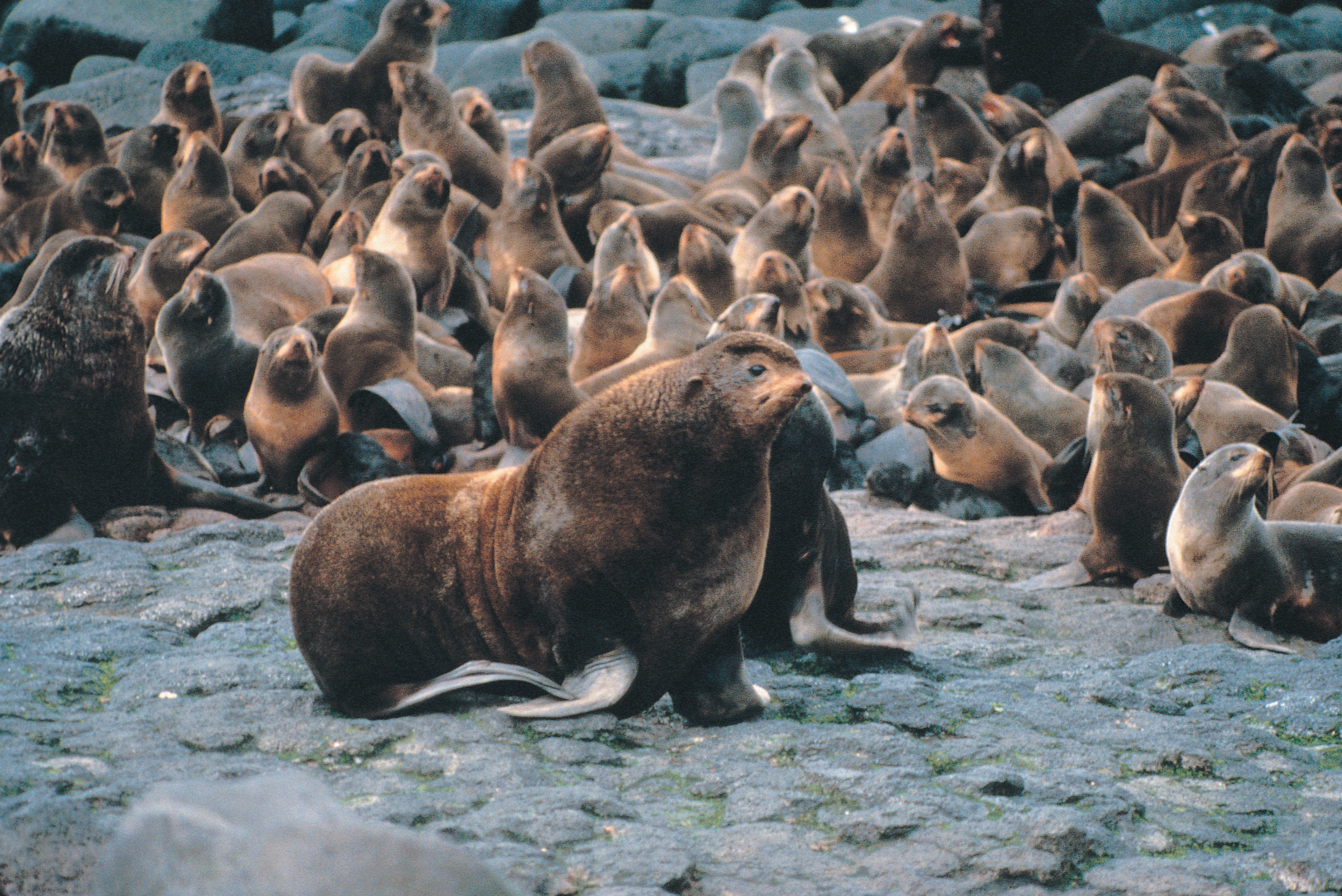
یک نر بزرگ فک خزپوش شمالی و یک حرمسرا متشکل از ماده‌های کوچک‌تر

حرمسرا گروهی از جانوران متشکل از یک یا دو نر، تعدادی ماده و فرزندان آنهاست. نر غالب دیگر نرها را از خود دور می‌کند و پیوستگی گروه را حفظ می‌کند. در صورت وجود، نر دوم تابع نر غالب است. همان‌طور که نرهای نوجوان رشد می‌کنند، گروه را ترک می‌کنند و به عنوان افراد انفرادی پرسه می‌زنند یا به گله‌های مجرد می‌پیوندند. ماده‌ها در گروه ممکن است به هم مرتبط باشند. نر غالب در حالی که ماده‌ها از نظر جنسی فعال می‌شوند، با آن‌ها جفت‌گیری می‌کند و رقبا را از خود دور می‌کنند تا زمانی که توسط نر دیگری آواره شود. در برخی از گونه‌ها، نرهای ورودی که به موقعیت غالب دست می‌یابند، ممکن است دست به نوزادکشی بزنند.
برای نرها، مزیت اصلی سیستم حرمسرا دسترسی انحصاری به گروهی از ماده‌های بالغ است. ماده‌ها از قرار گرفتن در یک گروه اجتماعی باثبات و مزایای مرتبط با نظافت، پرهیز از شکارچیان و دفاع مشارکتی از قلمرو سود می‌برند. معایب برای نرها هزینه‌های پرانرژی برای به دست آوردن یا دفاع از حرمسرا است که ممکن است موفقیت باروری او را کاهش دهد. ماده‌ها در صورت کشته شدن فرزندانشان در طول نبردهای چیرگی نرها یا توسط نرهای ورودی، محروم می‌شوند.
واژهٔ حرمسرا در جانورشناسی برای تشخیص سازمان اجتماعی متشکل از گروهی از ماده‌ها، فرزندان آنها و یک تا دو نر به کار می‌رود.